# In and out of Focus
In and out of Focus is de tweede titel van het debuutalbum van de Nederlandse rockband Focus.
Nadat Focus Focus plays Focus had opgenomen en het maar niet verscheen, toerden ze ondertussen door en wonnen een tweede prijs in een wedstrijd op Mallorca. De eerste prijs scheen al vooraf vergeven te zijn. Ze speelden hun versie van Concierto de Aranjuez, maar tijdens het zestien minuten durende nummer viel de stroom uit. Akkerman was woest en vernielde enige apparatuur. Ze werden opgepakt en uiteindelijk weer vrijgelaten. Op de hotelkamer dolden ze wat en House of the king werd geboren. Eenmaal terug in Nederland namen ze het nummer in het geheim op, maar Hubert Terheggen kwam daar achter en was kwaad. Omdat de eerste uitgave van Focus plays Focus een fout bevatte, kwam het album onder de titel In and out of Focus opnieuw uit, dus met House of the king. De volgorde van de tracks was ook aangepast.

## Tracklist
| Nr. | Titel                                                       | Duur |
| --- | ----------------------------------------------------------- | ---- |
| 1.  | Focus (vocal) (Van Leer)                                    | 2:43 |
| 2.  | Black beauty (Van Leer, Cleuver)                            | 3:09 |
| 3.  | Sugar island (Van Leer, Jan Staal)                          | 3:05 |
| 4.  | Anonymus (Van Leer, Akkerman, Dresden, Cleuver)             | 6:43 |
| 5.  | House of the king (Akkerman)                                | 2:51 |
| 6.  | Happy nightmare (mescaline) (Van Leer, Dresden, Mike Hayes) | 3:59 |
| 7.  | Why dream (Van Leer, Cleuver)                               | 3:54 |
| 8.  | Focus (instrumental) (Van Leer)                             | 9:39 |

Nadat het album uitkwam begonnen de eerste schermutselingen tussen Van Leer en Akkerman. Akkerman zag de ritmesectie niet meer zitten. Martijn Dresden gleed af door zijn drugsgebruik. Akkerman zag liever Pierre van der Linden (oud maatje uit Brainbox) als drummer.
In 1973 is het album ook uitgebracht in de USA:

### Tracklist US Edition
| Nr. | Titel                                                  | Duur |
| --- | ------------------------------------------------------ | ---- |
| 1.  | Focus (instrumental) (Van Leer)                        | 9:45 |
| 2.  | Why Dream? (Van Leer, Cleuver)                         | 3:57 |
| 3.  | Happy Nightmare (Mescaline) (Van Leer, Dresden, Hayes) | 3:56 |
| 4.  | Anonymous (Van Leer, Akkerman, Dresden)                | 7:00 |
| 5.  | Black Beauty (Van Leer, Cleuver)                       | 3:05 |
| 6.  | Focus (Vocal) (Van Leer, Cleuver)                      | 2:44 |

## Musici
- Thijs van Leer — orgel, dwarsfluit, zang
- Jan Akkerman — gitaar, akoestische gitaar
- Martijn Dresden — basgitaar
- Hans Cleuver — drums